# Chapman (Kansas)
Chapman és una població dels Estats Units a l'estat de Kansas. Segons el cens del 2000 tenia 1.241 habitants.

## Demografia
Segons el cens del 2000, Chapman tenia 2.900 habitants, 800 habitatges, i 848 famílies. La densitat de població era de 630,5 habitants per km².
Dels 800 habitatges en un 34,2% hi vivien nens de menys de 18 anys, en un 55,9% hi vivien parelles casades, en un 12,7% dones solteres, i en un 28,5% no eren unitats familiars. En el 24,2% dels habitatges hi vivien persones soles el 12,7% de les quals corresponia a persones de 65 anys o més que vivien soles. El nombre mitjà de persones vivint en cada habitatge era de 2,43 i el nombre mitjà de persones que vivien en cada família era de 2,87.
Per edats la població es repartia de la següent manera: un 24,6% tenia menys de 18 anys, un 7,5% entre 18 i 24, un 27,6% entre 25 i 44, un 20,6% de 45 a 60 i un 19,7% 65 anys o més.
L'edat mediana era de 40 anys. Per cada 100 dones de 18 o més anys hi havia 83,9 homes.
La renda mediana per habitatge era de 40.000 $ i la renda mediana per família de 44.063 $. Els homes tenien una renda mediana de 30.536 $ mentre que les dones 22.891 $. La renda per capita de la població era de 16.842 $. Entorn del 0,3% de les famílies i el 7% de la població estaven per davall del llindar de pobresa.

## Poblacions més properes
El següent diagrama mostra les poblacions més properes.